# Glencoe (Ohio)
Glencoe é um lugar designado pelo censo localizado no condado de Belmont no estado estadounidense de Ohio. No Censo de 2010 tinha uma população de 310 habitantes e uma densidade populacional de 96,99 pessoas por km².

## Geografia
Glencoe encontra-se localizado nas coordenadas 40° 00′ 47″ N, 80° 52′ 58″ O. Segundo o Departamento do Censo dos Estados Unidos, Glencoe tem uma superfície total de 3.2 km², da qual 3.17 km² correspondem a terra firme e (0.89%) 0.03 km² é água.

## Demografia
Segundo o censo de 2010, tinha 310 pessoas residindo em Glencoe. A densidade populacional era de 96,99 hab./km². Dos 310 habitantes, Glencoe estava composto pelo 98.71% brancos, 0% eram afroamericanos, 0% eram amerindios, 0.32% eram asiáticos, 0% eram insulares do Pacífico, 0.97% eram de outras raças e 0% pertenciam a duas ou mais raças. Do total da população o 1.29% eram hispanos ou latinos de qualquer raça.